# Rainer Lindow
Rainer Lindow (* 23. April 1942 in Berlin; † 28. August 2021 in Bernau bei Berlin) war ein deutscher Schriftsteller, Regisseur und Maler.

## Leben und Wirken
Im Berliner Wedding geboren, überlebte er den Krieg mit seiner Mutter in Thüringen. Er absolvierte die Sportschule und die Schinkeloberschule und erlernte den Beruf eines Schriftsetzers. 1962 studierte er Malerei an der Privatschule von Waluscha Friedrich. Er arbeitete als Kleindarsteller am Deutschen Theater, als Beifahrer und Kulissenmaler. In dieser Zeit veröffentlichte er seine ersten Hörspiele, denen ein gutes Dutzend weitere Hörspiele und Features folgten.
Nach mehreren vergeblichen Anläufen aufgrund erheblicher Behinderungen durch die Stasi konnte er 1968 mit dem Regiestudium an der
Filmhochschule Potsdam-Babelsberg beginnen. Nach dem Regiediplom arbeitete er beim Fernsehen der DDR als Regieassistent und Regisseur. Aufgrund unüberbrückbarer Widersprüche kündigte er sein festes Arbeitsverhältnis und war ab 1975 als freiberuflicher Schriftsteller, Maler und Dokumentarfilmregisseur tätig.
Er schrieb mehrere Drehbücher für Film und Fernsehen, Erzählungen und Theaterstücke. Sein Stück Rumpelstilz wurde am Potsdamer Hans Otto Theater uraufgeführt sowie als Fernsehspiel und Hörspiel gesendet.
Studienaufenthalte führten ihn nach Frankreich, Holland, Israel, Ukraine, Polen und Großbritannien. 1991 war er für drei Monate Stipendiat
der Villa Massimo (Casa Baldi in Olevano Romano) in Italien.
1972 erhielt er den Silbernen Lorbeer, 1993 den Hans-Fallada Hörspielpreis, 1994 den für den deutschen Sprachraum ausgeschriebenen Wolfener Literaturpreis.
Seine Bilder wurden in Berlin, London, Potsdam und Alzenau (Unterfranken) ausgestellt.
Rainer Lindow hat eine Tochter und zwei Söhne. Seine zweite Frau, die Schriftstellerin Maria Seidemann, starb 2010 an Krebs. Ihren letzten, unvollendeten Roman Die Krähenjägerin vollendete er und gab ihn 2012 im Projekte Verlag Halle heraus.

## Romane
- Unterm Hut in der Sonne oder das neue Buch Nickel. Eulenspiegel-Verlag, Berlin 1979.
- Trauergesellschaft. Mitteldeutscher Verlag, Halle/Leipzig 1990, ISBN 3-354-00673-0.
- Clara in Paris. – Filmszenarium 1–3. Eigenverlag rebelPress, Rebelow/Potsdam 2004.

## Hörspiele und Hörfunkfeatures
- 1974: Mögen Sie Stiefmütterchen?
- 1976: Nachmittag am Telefon
- 1977: Andreas und der Wagenlenker – Regie: Maritta Hübner (Kinderhörspiel – Rundfunk der DDR)
- 1978: Die saubere Armella
- 1980: Einmal werde ich die Glocken läuten
- 1982: Die Laubhütte
- 1983: Katschelap
- 1985: Eine unmögliche Person
- 1986: Die Prinzessin und das Tiergesicht
- 1990: Der Botschafter
- 1991: Biografien in Wax
- 1994: Bring es nach Hause, Baby
- 1995: Der Prinz, die Fee und der Traum vom Leben

## Dokumentarfilme
- 1969: Einfach eine Probe
- 1972: Wer die Erde liebt
- 1976: Auskunft über Pludra
- 1994: Hausbesetzer – Innenansichten
- 1996: Wer ist hier eigentlich verrückt?
- 2001: Insel-Leben